# Rappahannock County
Rappahannock County är ett administrativt område i delstaten Virginia, USA, med 7 373 invånare. Den administrativa huvudorten (county seat) är Washington.
Del av Shenandoah nationalpark ligger i countyt. 

## Geografi
Enligt United States Census Bureau så har countyt en total area på 691 km². 690 km² av den arean är land och 1 km² är vatten.  

### Angränsande countyn
- Warren County - nordväst
- Fauquier County - nordost
- Culpeper County - sydost
- Madison County - sydväst
- Page County - väster